# Mario Gabinio
Mario Gabinio (Torino, 12 maggio 1871 – Torino, 19 aprile 1938) è stato un fotografo, alpinista e ferroviere italiano.
La sua attività si svolse prevalentemente nell'area della città di Torino e della regione Piemonte a partire dagli ultimi due decenni dell'ottocento.
L'importanza della sua opera fotografica fu compresa solo in minima parte dai contemporanei, e solo dagli anni settanta del novecento iniziò un lento percorso di riscoperta e valorizzazione delle immagini da lui realizzate.
Attualmente, la quasi totalità delle sue opere è conservata presso la fototeca della Galleria Civica d’Arte Moderna e Contemporanea (GAM) di Torino.

## Infanzia e gioventù

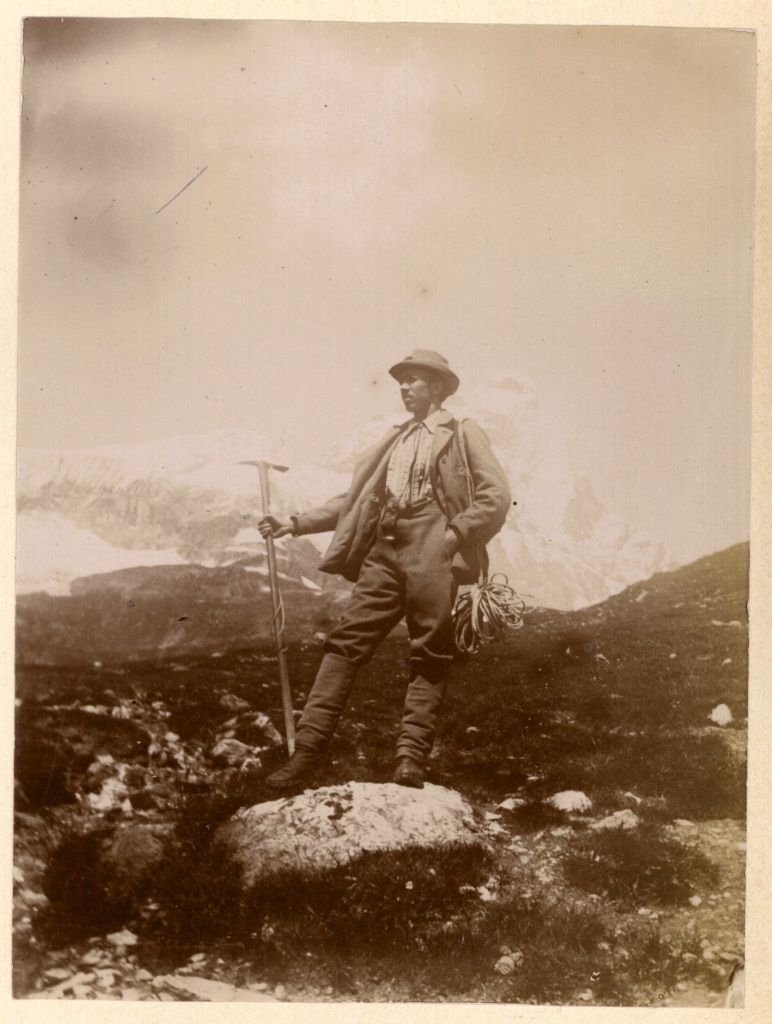
Mario Gabinio al Giomein, Valtournenche, 1895 circa

Mario Gabinio nasce a Torino venerdì 12 maggio 1871, dall'unione di Gregorio Antonio (1826 - 1887) e Clementina Ghio (1845 - 1930), sposata in seconde nozze. Il padre è un contabile delle Ferrovie dello Stato, vedovo di Eurosia Dabbene. Nel 1872 nasce la sorella Ida; nel 1875 il fratello Ernesto.
Nel 1887, quando Mario ha solo 16 anni, il padre muore. Il ragazzo è costretto ad abbandonare immediatamente gli studi non ancora terminati e a cercare un impiego presso l'amministrazione delle Ferrovie, ricalcando le orme paterne. In quell'ambito raggiungerà, al termine della carriera, la qualifica di segretario di prima classe. La relativa sicurezza economica garantita dalla professione gli consentirà di dedicare il tempo libero all'escursionismo alpino ed alla fotografia. Riuscirà a completare gli studi solo nel 1898, ormai ventottenne (sic in), presso le Scuole Operaie San Carlo, vincendo il primo premio al corso di Meccanica.
Con la scomparsa del genitore la figura della madre, una donna di rigidissima educazione francese, diviene un punto di riferimento nella vita del giovane Gabinio. La sua immagine composta e severa, accentuata dagli abiti scuri che spesso indossa, ci giunge tramite le fotografie del figlio.
In occasione di una gita al Gran San Bernardo in compagnia della famiglia scatta una tra le sue prime sequenze di immagini alpine giunte fino a noi. Sul cartone sopra al quale le fotografie sono montate egli annota metodicamente “Prime prove da macchina da Lire 10”. È il 1889.

## Mario Gabinio fotografo

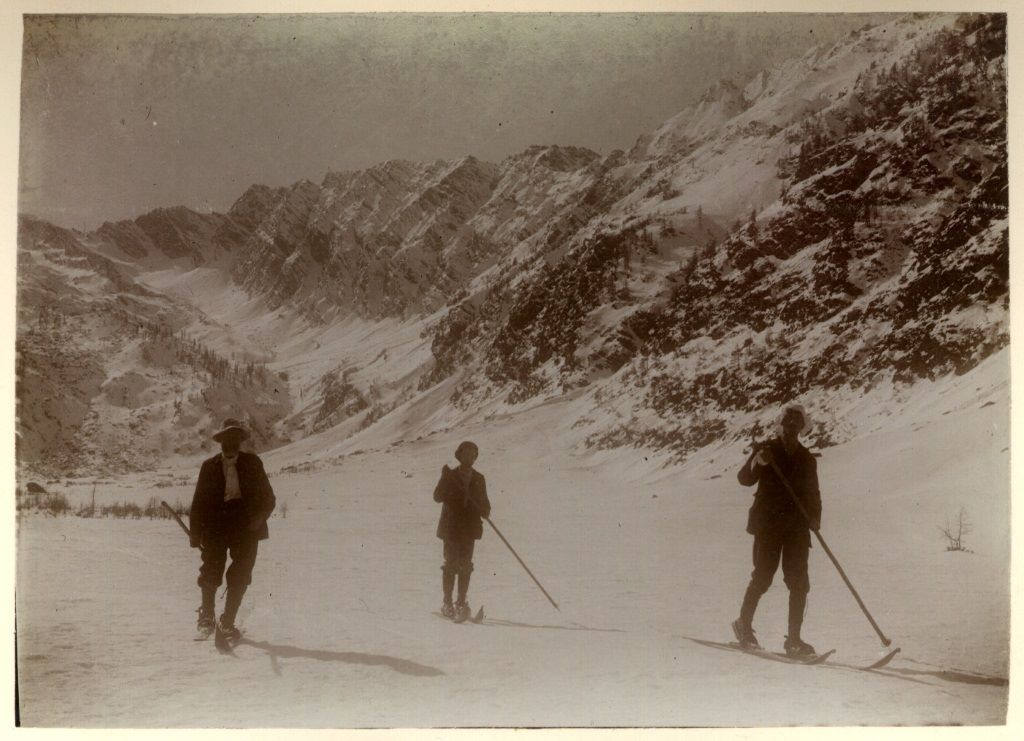
Mario Gabinio: "Valle Pellice, Ciabotta del Pra, prime prove sugli sci di Kind, Valbusa e Benassati". Stampa alla celloidina, 1896.

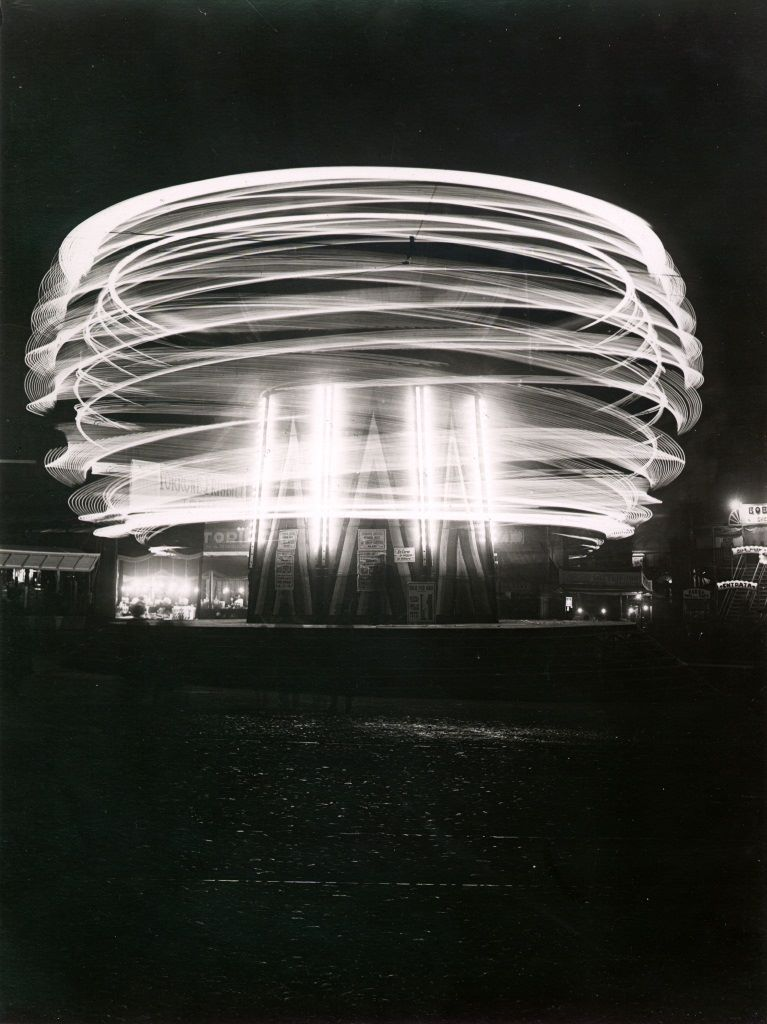
Mario Gabinio: "Un giro di giostra Zeppelin". Stampa alla gelatina bromuro d'argento, 1934.

Il corpus fotografico di Mario Gabinio è costituito in gran parte da lastre di formato 18x24 centimetri e relative stampe, con un uso occasionale di mezzi formati e formati minori. L'uso di pellicola in rullo può dirsi sporadico. La sua attività in veste di fotografo è sommariamente ripartita in tre grandi periodi ed aree tematiche, che in parte si sovrappongono o si intersecano:

### La fotografia di montagna

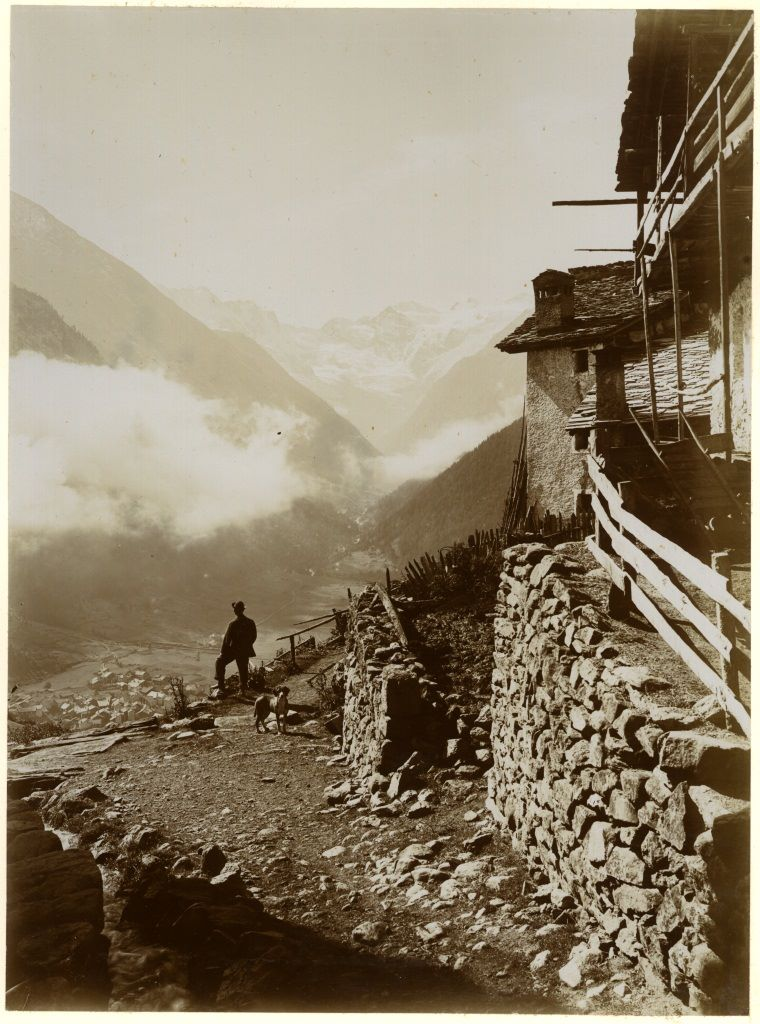
Mario Gabinio: "Valle di Cogne, Valnontey, la valle vista da nord con le case di Gimillian in primo piano ed il Gran Paradiso sullo sfondo". Stampa al citrato, 1931.

Appassionatosi in giovane età all'attività alpinistica, Gabinio aderisce dapprima alla Unione Escursionisti Torinesi, e poi nel 1894 alla neonata Unione Escursionisti "ALA" (Ad Liberas Alpes), di cui sarà socio attivo fino al 1913. Tra i primi temi affrontati a partire dalla fine dell'800 vi è la documentazione sotto forma d'immagini delle gite svolte in compagnia degli altri associati. Si tratta, specialmente agli esordi, di poco più che semplici scampagnate di gruppo, immortalate in divertiti scatti goliardici o caricature di pose eroiche. Ben presto, però, il gusto di Gabinio si affina ed evolve verso composizioni di tipo più ricercato e sequenze monotematiche, probabilmente stimolato dal confronto con altri fotografi di montagna a lui coevi (Quintino Sella su tutti). Nel 1898 si iscrive anche al Club Alpino Italiano (di seguito CAI). Immortala le prime discese sugli sci di Adolfo Kind, che ha appena introdotto in Italia il nuovo sport. È tra i primi italiani ad interessarsi a questa nascente disciplina. Il 21 dicembre 1901 è tra i 29 soci fondatori dello Ski Club Torino, la prima associazione sciistica nata in Italia. La frequentazione dei circoli alpinistici frutta al giovane torinese l'incontro con il geologo Federico Sacco; questi gli propone una serie di escursioni di tono scientifico che dovranno essere documentate con la sua macchina fotografica. È la svolta che trasforma Mario Gabinio nell'attento studioso della fotografia e nel tecnico preciso e scrupoloso che conosciamo oggi. Alcune sue immagini sono pubblicate su testi di geologia, su guide alpinistiche e sulla rivista del CAI, spesso in forma anonima.

### Il patrimonio architettonico piemontese

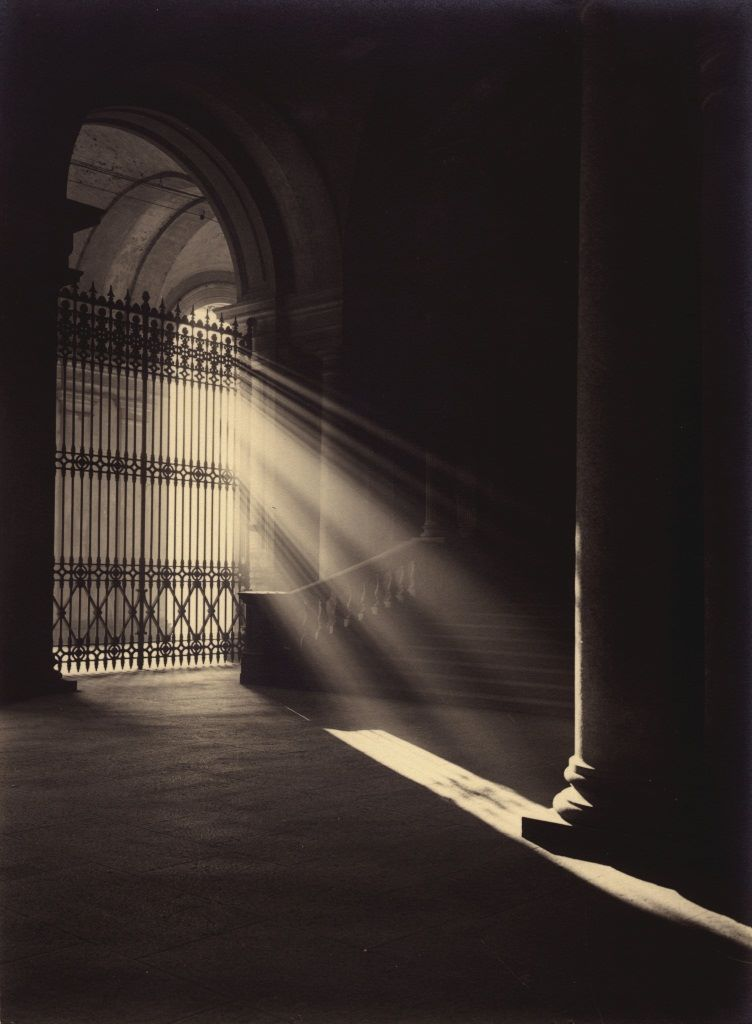
Mario Gabinio: "Palazzo Carignano, atrio della manica ottocentesca, con raggi di luce". Stampa alla gelatina bromuro d'argento (Agfa Brovira), 1932.

Nell'ambito dell'Unione Escursionisti Gabinio viene presentato all'architetto torinese Riccardo Brayda, anch'egli socio dell'ALA, attento conoscitore del prezioso passato architettonico torinese e piemontese. Gabinio lo segue nel corso degli scavi condotti nell'area dell'antica cisterna della Cittadella militare di Torino, che immortala nel 1897 in alcuni scatti oggi ritenuti di fondamentale importanza archeologica. Stimolato dall'influenza di Brayda, Gabinio inizia a percorrere con la macchina fotografica le aree in corso di demolizione e ricostruzione in Torino; il lavoro sfocerà nella raccolta di 84 fotografie nota col nome di “Torino che scompare” che gli vale il Premio del Municipio all'esposizione promossa dalla Società Fotografica Subalpina.
 A partire dal 1910 il suo interesse per l'architettura e per l'arredo urbano cresce a dismisura, fino a divenire quasi maniacale: riprende vedute, scale, portoni, vetrine e dettagli minori in migliaia di scatti. Nel 1923 l'attività di documentazione dei monumenti torinesi diviene sistematica. Sperimenta numerose tecniche (stampe al citrato, carta all'albumina, viraggi) anche se sono sicuramente le sue stampe al collodio secco a colpire maggiormente l'osservatore per incisione, profondità e qualità assoluta della stampa. La composizione ed il taglio delle immagini divengono pressoché impeccabili. Sempre nel 1923 affronta per la prima volta il tema delle fioriture di alberi e prati, tema molto caro a Gabinio, che vi tornerà più volte anche a molti anni di distanza. Analizza con numerose prove e riprese sperimentali l'effetto fotografico dei raggi e dei fasci di luce. Un intero album di immagini è dedicato allo studio delle nuvole.

### Natura morta, astrattismo e avanguardia
A partire dal 1930 e fino alla sua scomparsa, Gabinio cambia tecnica e stile allontanandosi definitivamente dal chiasso della fotografia italiana coeva e raggiungendo una statura che può definirsi, senza tema di smentita, europea. Sono di questo periodo le sue nature morte, in prevalenza composizioni di frutta o sequenze di oggetti inanimati (piatti, stoviglie, catini, ecc.) disposte sui banchi del mercato di Porta Palazzo. È attratto dalle deformazioni generate da superfici speculari curve e dalle distorsioni che è possibile introdurre in fotografia per loro tramite. Alcune composizioni formali di dettagli architettonici lo avvicinano all'astrattismo. Fa talvolta uso di punti di ripresa e prospettive assai ardite, all'epoca all'assoluta avanguardia per l'Italia. Alla tradizionale stampa a contatto affianca la tecnica dell'ingrandimento su carta al bromuro d’argento.
 Esegue una accuratissima opera di documentazione dei lavori di edificazione della sede della Reale Mutua Assicurazioni e della ricostruzione di Via Roma, con riprese eseguite anche dalla sommità della nascente Torre Littoria. La serie di fotografie “Un giro di giostra Zeppelin” rappresenta la massima espressione della sua ricerca condotta attorno ai temi della luce e del movimento.

## Ultime attività

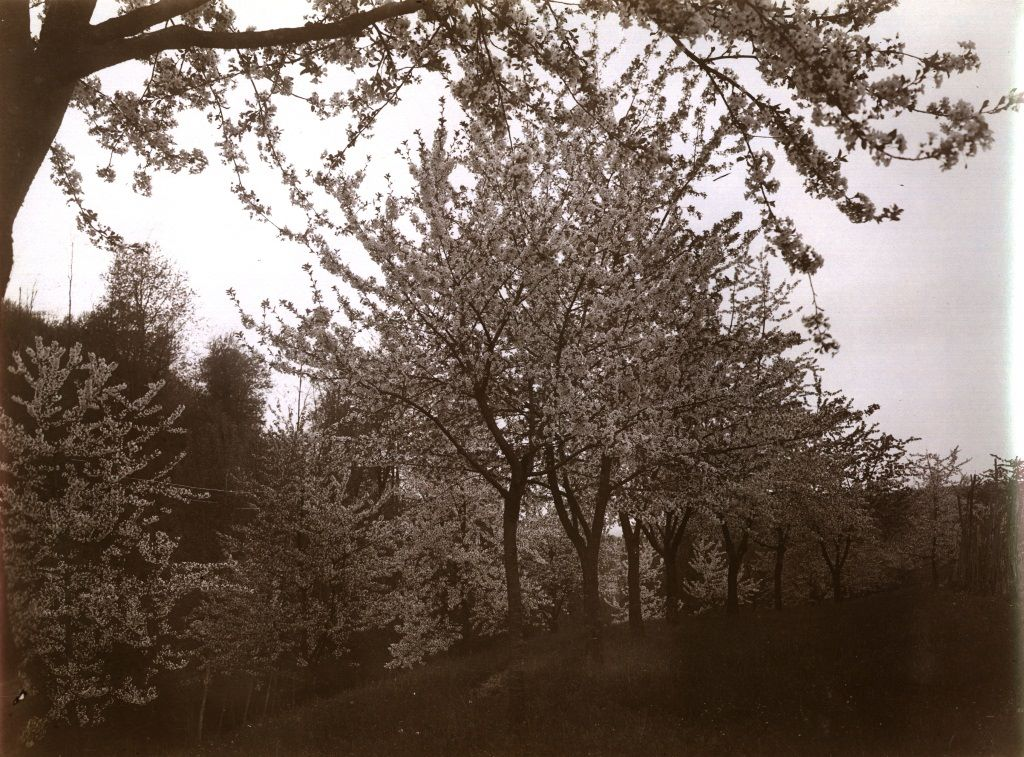
Mario Gabinio: "Torino, Val Salice - Nobile, ciliegi fioriti". Stampa alla celloidina, 1924.

Con la modestia che ne ha caratterizzato l'intera vita, Gabinio, sessantenne e ormai al culmine della sua maturità artistica, si iscrive in qualità di allievo ai corsi di fotografia tenuti dalla Società Fotografica Subalpina. È trattato con sufficienza dagli insegnanti ed è bersaglio delle bonarie prese in giro dei compagni di corso, tutti molto più giovani di lui, non in grado di apprezzare la qualità dalla sua macchina a lastre di grande formato (che considerano un cimelio da museo al confronto delle loro piccole macchine a pellicola) e divertiti dal vecchio zaino da alpinista dentro il quale Gabinio è solito trasportare il proprio ingombrante corredo di accessori.
Le attività dell'Unione Escursionisti declinano progressivamente col passare degli anni e l'avanzare dell'età degli iscritti. Una sessantina di appassionati, tra cui Mario Gabinio, mantengono però viva la sottosezione fotografica nata nel suo seno. Nel 1933, conservando la sede dell'Unione Escursionisti, nasce formalmente l'Associazione Fotografica ALA (Ad Lucis Artem). La neonata Associazione è gestita in modo assai dinamico e dà a Gabinio la possibilità di esporre alcuni suoi lavori presso saloni di livello internazionale (Stoccolma, Vienna, Bruxelles, Johannesburg, Parigi, Boston). Nonostante la qualità delle immagini inviate (superbi ingrandimenti di 30x40 centimetri, virati sapientemente all'oro o al selenio) Gabinio, mai incline all'autocelebrazione e poco inserito nell'ambiente, non riceve appieno le gratificazioni che pur meriterebbe. Sebbene non abbia più nulla da imparare frequenta, in qualità di allievo, i corsi di cultura fotografica tenuti dalla ALA.
Nel 1935, ancora nell'ambito dell'ALA, è chiamato a collaborare all'allestimento di un seminario tecnico-pratico dedicato alla fotografia all'infrarosso, questa volta in veste di insegnante.
 Muore a Torino martedì 19 aprile 1938, all'età di 66 anni, celibe e senza discendenza. La rivista del CAI ne pubblica il necrologio.

## Il Fondo Gabinio

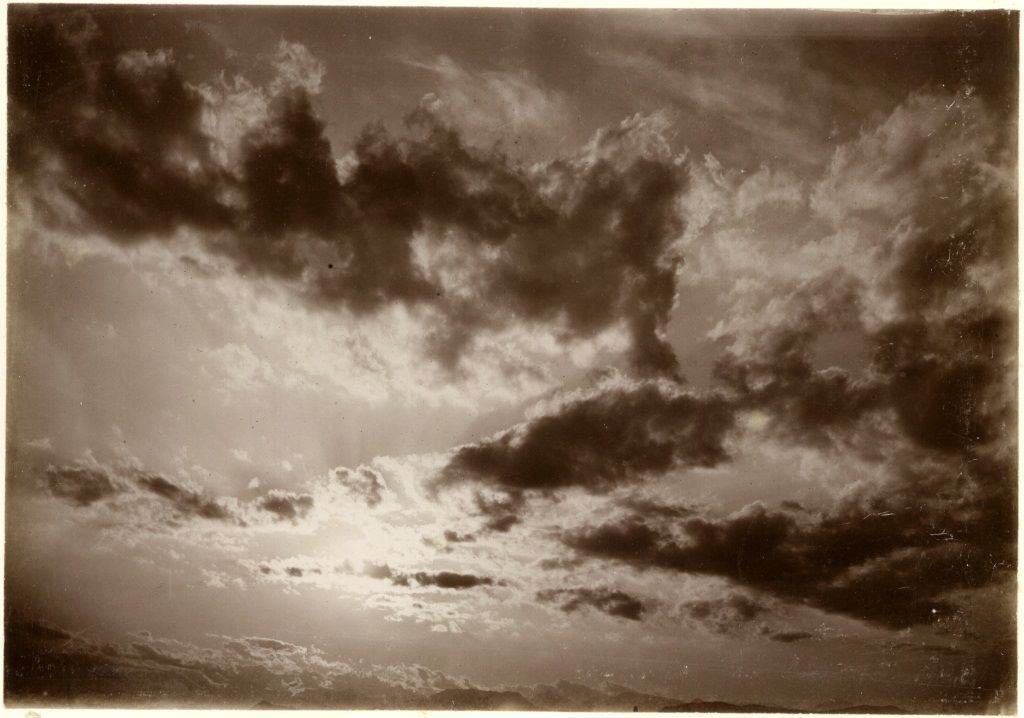
Mario Gabinio: "Tramonto (Torino), nuvole". Stampa al citrato, 1920.

I nipoti ed eredi Ugo e Ivan Alessio, entrati in possesso del lascito, si persuadono rapidamente della necessità di trovare una sede adeguata per la conservazione e la valorizzazione delle fotografie dello zio materno. Propongono l'acquisto di un lotto alla società Fratelli Alinari di Firenze; la società però declina l'offerta. La stessa proposta viene girata dapprima al Museo del Club Alpino Italiano e quindi alla Città di Torino. In entrambi i casi, l'acquisto non viene deliberato.
Una seconda proposta d'acquisto di 4441 lastre al prezzo complessivo di 9500 lire rivolta al podestà di Torino, giunge infine ad accoglimento nel 1940. Il fondo Gabinio, conservato in parte presso la fototeca municipale ed in parte presso il Museo Civico, giacerà invisibile al pubblico e pressoché dimenticato per molti anni.
A questo lotto si aggiungerà, nel 1968, il lascito della nipote Orsola Marcellino, vedova di Ugo Alessio, che donerà al Comune di Torino altre 2000 lastre e 4000 stampe, nonché materiali e macchine fotografiche appartenute a Gabinio.

## La riscoperta

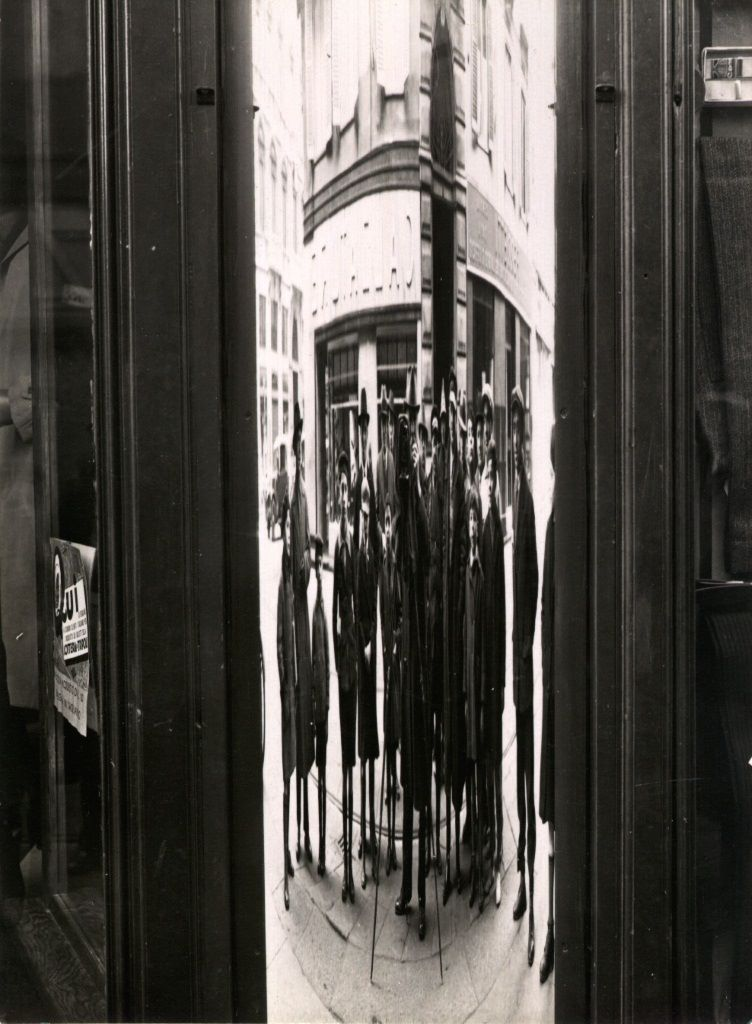
Mario Gabinio: "Torino, Gabinio alla macchina fotografica attorniato da un gruppo di curiosi riflesso nel vetro curvo di un negozio". Stampa alla gelatina bromuro d'argento, 1937-1938

Nella primavera del 1974 la Fondazione Giovanni Agnelli patrocina l'allestimento della mostra “Torino anni '20: documentazione fotografica da materiali di Mario Gabinio”. La scelta delle immagini è impostata su criteri emotivo-nostalgici, se non macchiettistici, che oggi sarebbero inaccettabili; inoltre le stampe presentate sono gigantografie contemporanee ottenute per ingrandimento dalle lastre originali (solo la visione di una stampa finita di Gabinio consente di apprezzarne appieno la perizia tecnica). La mostra ha tuttavia il pregio di riproporre al grande pubblico il nome del fotografo torinese, ormai completamente dimenticato e noto solo a pochi cultori. Lo stesso anno esce il volume “Torino anni ‘20”, con 104 immagini di Gabinio in gran parte esposte nel corso della rassegna.
Nel 1981 Giorgio Avigdor pubblica presso la casa editrice Giulio Einaudi il primo saggio monografico (riccamente illustrato) dedicato a Mario Gabinio. Il volume contiene una agile biografia basata in parte su testimonianze dirette.
Nel 1996, curata da Pierangelo Cavanna e largamente anticipata da una diffusa campagna pubblicitaria, apre presso la rinnovata sede della Galleria civica d'Arte Moderna e Contemporanea (GAM) la mostra che ha finora dato più visibilità alle immagini del fotografo torinese: “Mario Gabinio. Dal paesaggio alla forma. Fotografie 1890-1938”. Una selezione di immagini di Gabinio campeggia su grandi manifesti in ogni angolo del territorio urbano del capoluogo piemontese. Completa l'esposizione il catalogo di grande formato, corredato di saggi storico-tecnici e approfondimenti sull'attività del fotografo torinese.
Nel novembre dell'anno 2000, presso Villa Remmert, sede distaccata della GAM, apre la mostra temporanea “Mario Gabinio. Valli piemontesi 1895-1925”, esposizione monotematica centrata sul periodo di Gabinio fotografo-alpinista. L'esposizione è documentata nel catalogo.